# Постпостмодернізм
Постпостмодернізм (пост-постмодернізм; англ. Post-postmodernism) — це комплекс здобутків критичної теорії, філософії, архітектури, мистецтва, літератури та культури, які виникають із постмодернізму та реагують на нього. Ще один подібний термін — метамодернізм.

## Періодизація
Більшість науковців погодиться, що модернізм почався приблизно в 1900 році і продовжував діяти як домінуюча культурна сила в інтелектуальних колах західної культури аж до середини ХХ століття. Як і всі епохи, модернізм охоплює багато конкуруючих індивідуальних напрямків і його неможливо визначити як дискретну єдність або сукупність. Однак, як вважають, його основні загальні характеристики часто включають акцент на «радикальній естетиці, технічному експерименті, просторовій чи ритмічній, а не хронологічній формі, [та] самосвідомої рефлексивності», а також на пошуках справжності у людини відносини, абстракція в мистецтві та утопічне прагнення. Ці характеристики зазвичай відсутні у постмодернізмі або трактуються як об'єкти іронії. 
Постмодернізм виник після Другої світової війни як реакція на сприйняті невдачі модернізму, радикальні художні проєкти яких були пов'язані з тоталітаризмом або були асимільовані в мейнстрим-культурі. Основні риси того, що ми сьогодні називаємо постмодернізмом, можна знайти ще в 40-х роках, особливо в роботах Хорхе Луїса Борхеса. Однак сьогодні більшість науковців погодиться з тим, що постмодернізм почав конкурувати з модернізмом наприкінці 1950-х і здобув чільне місце над ним у 60-х роках. З того часу постмодернізм є домінуючою, хоча і не безперечною силою у мистецтві, літературі, кіно, музиці, драматургії, архітектурі, історії та континентальній філософії. Характерні риси постмодернізму, як правило, включають в себе іронічну гру зі стилями, цитатами та наративним рівнем метафізичний скептицизм або нігілізм до «метанаративу» західної культури перевагу перед віртуальним, аніж реальним (або точніше, фундаментальне запитання про те, що являє собою «реальне») та «зменшення афекту» з боку суб'єкта, який потрапляє у вільну взаємодію віртуального, нескінченно. відтворювані ознаки, що індукують стан свідомості, подібний до шизофренії.
З кінця 1990-х років як у популярній культурі, так і в наукових колах виникає невелике відчуття, що постмодернізм «вийшов з моди». Однак офіційних спроб визначити та назвати епоху, що настає після постмодернізму, було небагато, і жодне із запропонованих позначень ще не стало частиною основного використання. 

## Визначення
Консенсус щодо того, що є епохою, не може бути легко досягнутий, поки ця епоха ще знаходиться на ранній стадії. Однак загальна тема сучасних спроб визначити постпостмодернізм постає як така, де віра, довіра, діалог, результативність та щирість можуть працювати над тим, щоб подолати постмодерну іронію. Наступні визначення, що різняться за глибиною, фокусом та масштабом, перелічені в хронологічному порядку їх появи. 

### ПостпостмодернізмТернера
У 1995 році ландшафтний архітектор та містобудівник Том Тернер опублікував книжковий заклик про постпостмодерністський поворот у містобудуванні. Тернер критикує постмодерністське кредо «можна все», і припускає, що «побудовані професії навколишнього середовища є свідками поступового світанку постпостмодернізму, який прагне загартувати розум вірою». Зокрема, Тернер стверджує про використання вічних органічних та геометричних візерунків у містобудуванні. В якості джерел подібних зразків він наводить, серед інших, роботи даосистів американського архітектора Крістофера Олександра, психологію гештальта та концепцію архетипів психоаналітика Карла Юнга. Щодо термінології, Тернер закликає нас «прийняти постпостмодернізм і помолитися за краще ім'я».

### ТранспостмодернізмЕпштейна
У своїй книзі про російський постмодернізм 1999 року російсько-американський славіст Михайло Епштейн припустив, що постмодернізм «є … частиною значно більшої історичної формації», яку він називає «постмодерном». Епштейн вважає, що постмодерністська естетика з часом стане цілком традиційною і послужить основою для нового, неіронічного виду поезії, який він описує за допомогою префікса «транс-»: 
|                   | Розглядаючи назви, які, мабуть, можуть бути використані для позначення нової ери після «постмодернізму», можна виявити, що префікс «транс-» виділяється особливим чином. Остання третина XX століття розвивалася під знаком «пост», що означало занепад таких понять сучасності, як «істина», «об'єктивність», «душа», «суб'єктивність», «утопія», «первинне походження», «оригінальність», «щирість» та «сентиментальність». Усі ці концепції зараз відроджуються у формі «транс-суб'єктивності», «транс-ідеалізму», «транс-утопізму», «транс-оригінальності», «транс-ліризму», «транс-сентиментальності» тощо. |
| — Михайло Епштейн | |

Як приклад Епштейн наводить творчість сучасного російського поета Тимура Кібірова.

### ПостміленіалізмҐанса
Термін постміленіалізм був введений у 2000 році американським теоретиком культури Еріком Ґансом для опису епохи після постмодернізму в етичному та соціально-політичному плані. Ґанс асоціює постмодернізм тісно з «мисленням жертв», яке він визначає як те, що воно ґрунтується на етичному протистоянні злочинців та жертв, що випливає з досвіду Аушвіца та Хіросіми. На думку Ґанса, етика постмодернізму походить від ототожнення з периферійною жертвою та зневаги до утопічного центру, зайнятого злочинцем. Постмодернізм у цьому сенсі відзначається віктимною політикою, продуктивною протиставленням модерністського утопізму та тоталітаризму, але непродуктивною за своє обурення капіталізмом та ліберальною демократією, яку він розглядає як довгострокових агентів глобального примирення. На відміну від постмодернізму, постміленіалізм відрізняється відмовою від віктимного мислення та поворотом до «невітаріанського діалогу» який «зменшить … кількість обурення у світі». Поняття про постміленіалізм Ґанс розвинув далі у багатьох своїх інтернет-хроніках кохання та покаяння і цей термін тісно пов'язаний з його теорією генеративної антропології та його сценічною концепцією історії.

### ПсевдомодернізмабодіґімодернізмКірбі
Британський учений Алан Кірбі у своїй праці «The Death of Postmodernism and Beyond» сформулював соціокультурну оцінку постмодернізму, яку він називає «псевдомодернізмом». Кірбі асоціює псевдомодернізм з банальністю і поверхневим мисленням, що виникає внаслідок миттєвої, прямої та поверхневої участі в культурі, що стало можливим через інтернет, мобільні телефони, інтерактивне телебачення та подібні засоби: «у псевдомодернізмі одні телефони, клацання, серфінг, бажане, рух, завантаження».
Крім того, «типові інтелектуальні стани» псевдомодернізму охарактеризовані як «незнання, фанатизм та тривога», і, як кажуть, вони створюють «стан, схожий на транс» у тих, хто бере участь у ньому. Чистим результатом цієї медіа-мілководності та миттєвої участі у тривіальних подіях є «мовчазний аутизм», що витісняє «невроз модернізму та нарцисизм постмодернізму». Кірбі не бачить естетично цінних творів, що виходили б із «псевдомодернізму». В якості прикладів своєї досконалості він наводить реаліті-телебачення, інтерактивні програми новин, «нісенітниця, яка знайдена... на деяких сторінках Вікіпедії», документальні мила та есеїстичне кіно Майкла Мура або Моргана Спарлока. У книзі, опублікованій у вересні 2009 року під назвою «Digimodernism: How New Technologies Dismantle the Postmodern and Reconfigure our Culture», Кірбі розвинувся далі та нюансував свої погляди на культуру та текстуальність після постмодернізму. 

### МетамодернізмВермюлена та ван ден Аккер
У 2010 році теоретики культури Тімотей Вермюлен та Робін ван ден Аккер ввели термін метамодернізм як втручання в дебати постпостмодернізму. У своїй статті «Notes on Metamodernism» вони стверджують, що 2000-ті роки характеризуються появою чутливості, яка коливається між сучасними позиціями та постмодерністськими стратегіями і повинна знаходитись поза ними. В якості прикладів метамодерної чутливості Вермюлен і ван ден Аккер наводять «усвідомлену наївність», «прагматичний ідеалізм» і «помірний фанатизм» різних культурних реакцій, серед іншого, на зміну клімату, фінансову кризу та (гео)політичну нестабільність. 
Префікс «мета» тут стосується не деякої відбиваючої позиції чи повторного румінизму, а метаксії Платона, яка має намір рухатись між протилежними полюсами, а також за її межами.